# Johan van Dorsten
Johan van Dorsten, (Nieuwleusen, 25 september 1926 – Wijhe, 9 maart 2020) was een Nederlands schrijver van protestants-christelijke streek- en familieromans.

## Leven en werk
Johannes van Dorsten werd geboren en groeide op in het Overijsselse dorp Nieuwleusen. Hij was een zoon van Gerrit Jan van Dorsten en Derkje van Ulst. In 1951 trouwde hij met Jacoba Groen (1928-2017), er kwamen 4 kinderen.
Al jong voelde hij de drang tot schrijven, maar volgens zijn vader was er geen droog brood mee te verdienen en moest hij maar een vak gaan leren, wat hij ook deed. Hij werkte als zuivelconsulent tot hij op 57-jarige leeftijd ontslag kreeg wegens bezuinigingen. Vanaf die tijd kon hij zich geheel aan zijn passie, het schrijven van boeken, gaan wijden. Hij heeft ongeveer 40 boeken geschreven. Een aantal van zijn boeken is ook als e-boek verschenen.
Van Dorsten, die lange tijd in Herxen woonde, overleed in 2020 op 93-jarige leeftijd in een verpleeghuis in Wijhe.